# Masayuki Yanagisawa
Masayuki Yanagisawa (japanisch 柳沢 将之 Yanagisawa Masayuki; * 27. August 1979 in der Präfektur Kanagawa) ist ein ehemaliger japanischer Fußballspieler.

## Karriere
Yanagisawa erlernte das Fußballspielen in der Jugendmannschaft von Verdy Kawasaki (heute: Tokyo Verdy) und der Universitätsmannschaft der Hōsei-Universität. Seinen ersten Vertrag unterschrieb er 2002 bei den Tokyo Verdy. Der Verein spielte in der höchsten Liga des Landes, der J1 League. 2004 gewann er mit dem Verein den Kaiserpokal. Am Ende der Saison 2005 stieg der Verein in die J2 League ab. Für den Verein absolvierte er 72 Ligaspiele. 2007 wechselte er zum Ligakonkurrenten Cerezo Osaka. Für den Verein absolvierte er 68 Ligaspiele. 2009 wechselte er zum Ligakonkurrenten Sagan Tosu. Für den Verein absolvierte er 46 Ligaspiele. 2010 wechselte er zum Ligakonkurrenten Yokohama FC. Für den Verein absolvierte er 52 Ligaspiele. Ende 2011 beendete er seine Karriere als Fußballspieler.

## Erfolge
Tokyo Verdy
- Kaiserpokal

Sieger: 2004